# 相內沙英
相內沙英（日語：相内 沙英，1996年7月15日—），日本女性配音員。出身於埼玉縣。

## 簡介
日本播音演技研究所畢業，2015年加入ARTSVISION。2016年離所。
高中就讀期間，以深夜電視動畫《歸宅部活動記錄》的要角大萩牡丹出道。

### 人物
於雜誌接受專訪說喜歡在洗澡和就寢的時候聽音樂，邀請唱卡拉OK會參加。或者最憧憬的人是自己辦不到的，那一個卻能辦得到的人。最近觀看演奏內容的動畫，覺得彈貝斯的人看起來很酷，然後自己也很想彈貝斯。
擁有空手道初段。國中時期曾經加入壘球社並擔任捕手。不擅長應付沒有禮儀的人。
興趣、特長：音樂、繪畫、做蛋包飯、扮鬼臉。

## 演出作品
※粗體字表示說明飾演的主要角色。

### 電視動畫
2013年
- 歸宅部活動記錄（大萩牡丹[5]）

2014年
- 信長之槍（柳沼、八木沼）
- 喵～麵（日语：犬猫アワー 47都道府犬R&にゃ〜めん#にゃ〜めん）

2015年
- 名偵探柯南（女學生A、廣播）

### 網路動畫
2016年
- （季乃[6]）

### 遊戲
2014年
- 激鬥！爆裂學園（俠氣英留[7]、白雪林檎[8]）

2015年
- BraveSword×BlazeSoul[9]
- 軍事姬大戰 ～Militärische Mädchen～（日语：ミリ姫大戦）（席蒙茲[10]）
- 皇家同花順英雄（艾爾西亞[11]）

2016年
- 姬王與最後的騎士團（杜拉[12]）
- 真空管人偶（蘇菲亞[13]）

2018年
- SHOW BY ROCK!!（琪蒂）

2021年官方
- SHOW BY ROCK!! Fes A Live（琪蒂[14]）

### 廣播劇CD
2015年
- 穿越時空的龍王與邁向滅亡的魔女之國（庫·庫內里亞斯·海因德拉[15]）

### 廣播節目
※記號表示說明網路廣播。
- 正式上場只有一次電台（2013年6月27日－10月10日，音泉、HiBiKi Radio Station（日语：HiBiKi Radio Station））※

## 音樂作品

### 角色歌曲
| 發行日期 | 標題                                            | 名義 | 曲名                                      | 備註                                                 |
| 2013年   | 2013年                                          | 2013年 | 2013年                                    | 2013年                                               |
| -------- | ----------------------------------------------- | --- | ----------------------------------------- | ---------------------------------------------------- |
| 9月18日  | 歸宅部活動記錄 角色歌曲&原聲集 歸宅部@音樂室♪   | 大萩牡丹（相內沙英）、海豹（M·A·O）                                                                              | 「花火」                                  | 電視動畫《歸宅部活動記錄》片尾主題曲（第4－7話）     |
| 9月18日  | 歸宅部活動記錄 角色歌曲&原聲集 歸宅部@音樂室♪   | 道明寺櫻（小林美晴）、大萩牡丹（相內沙英）、九重克蕾雅（千本木彩花）                                             | 「」                                      | 電視動畫《歸宅部活動記錄》片尾主題曲（第11話）       |
| 9月18日  | 歸宅部活動記錄 角色歌曲&原聲集 歸宅部@音樂室♪   | 安藤夏希（木戶衣吹）、塔野花梨（結名美月）、道明寺櫻（小林美晴）、大萩牡丹（相內沙英）、九重克蕾雅（千本木彩花） | 「」                                      | 電視動畫《歸宅部活動記錄》片尾主題曲（第1－3、12話） |
| 2015年   |                                                 | |                                           |                                                      |
| 11月18日 | 電視動畫『魔物娘的同居日常』Original Soundtrack | ANM48 | 「」 「」                                 | 電視動畫《魔物娘的同居日常》劇中插入歌               |
| 2016年   |                                                 | |                                           |                                                      |
| 2月17日  |                                                 | Stud Bangash［琪蒂（相內沙英）］                                                                                 | 「」 「」                                 | 遊戲《SHOW BY ROCK!!》相關歌曲                       |
| 7月13日  | SHOW BY ROCK!! BEST Vol.2                       | Stud Bangash［琪蒂（相內沙英）］                                                                                 | 「」                                      | 遊戲《SHOW BY ROCK!!》相關歌曲                       |
| 2019年   |                                                 | |                                           |                                                      |
| 12月18日 | SHOW BY ROCK!! BEST Vol.3                       | Stud Bangash［琪蒂（相內沙英）］                                                                                 | 「線幸花火」 「IDENTITY」 「CLOUD9」 「」 | 遊戲《SHOW BY ROCK!!》相關歌曲                       |

## 腳註

## 外部連結
- ARTSVISION所屬期間的聲優簡介，存于 （日語）
- （日語）－WEB THE TELEVISION（日语：ザテレビジョン）
- 相內沙英 （页面存档备份，存于） （日語）－oricon
- 相內沙英 （页面存档备份，存于） （日語）－allcinema（日语：allcinema）